# Chiesa di San Lorenzo alle Croci
La chiesa di San Lorenzo alle Croci si trova nel comune di Barberino di Mugello, sui colli, dall'alto dei quali si possono scorgere le località di Scarperia, Borgo San Lorenzo, Vicchio.

## Storia e descrizione
Nel 1386 essa era retta dagli Ubaldini di Galliano. Nel 1903 ebbe come parroco don Alessandro Sostegni che, il 16 giugno 1935, dette inizio alla costruzione della Chiesa dell'Immacolata. La chiesa di San Lorenzo alle Croci, che possiede un campanile a torre, fu unita nel 1935 alla chiesa di San Michele a Cintoia, distante da essa circa un chilometro. La festa di San Lorenzo, titolare della chiesa, si celebra il 10 agosto.
Nella località in cui sorge la chiesa di San Lorenzo alle Croci si trova la villa dei Ricci, famiglia alla quale apparteneva Santa Caterina dei Ricci, in memoria della quale rimane un tabernacolo. La villa ospitò, tra gli altri, anche il re di Vestfalia.